# Diná Silveira de Queirós
Diná Silveira Ribeiro, més coneguda com a Diná Silveira Queirós (Sao Paulo, 9 de novembre de 1911-Rio de Janeiro, 27 de novembre de 1982) fou una escriptora brasilera de novel·la, conte i crònica. Publicà els seus principals treballs entre 1939 i 1955, mentre que, amb Clarice Lispector, se la considera una de les més importants escriptores en llengua portuguesa.

## Biografia
Filla d'Alarico Silveira i Dinorá Ribeiro, nasqué a Sao Paulo el 9 de novembre de 1911; pertany a una família d'intel·lectuals brasilers, entre els quals l'escriptor Valdomiro Silveira i el poeta i filòleg Agenor Silveira —tots dos oncles de Dina—, el contista i dramaturg Miroel Silveira, la novel·lista Isa Leal, el poeta Cid Silveira, el traductor Brenno Silveira i l'editor Ernie Silveira, tots ells cosins de l'escriptora.
Quedà òrfena de mare molt jove, i se n'anà a viure amb la seua bestia Zelinda. Al costat de la seua germana Helena, estudià en el Col·legi Les Oiseaux, on ambdues iniciarien les seues activitats com a escriptores. Als dènou anys, es casa amb l'advocat i literat Narcélio de Queiroz, amb qui tingué dues filles: Zelinda i Léa.
Debuta al 1937 amb el relat curt Pecat, publicat pel Correio Paulistano; al 1939 publica la primera novel·la, Floradas na Serra, que tingué molt d'èxit. En commemoració dels quatre-cents anys de la fundació de Sao Paulo, Diná publica per capítols al 1954 la novel·la A Muralha, que seria adaptada a la televisió en format de telenovel·la: al 1961 per TV Tupi, al 1968 per TV Excelsior i al 2000 per TV Globo. Tots dos treballs literaris són les seues obres més conegudes i encara hui són reeditades. Dins dels gèneres que abordà, destaca per ser una de les pioneres en la ciència-ficció de Brasil, a més de provar el gènere fantàstic: hi destaquen Eles herdarão a Terra (1960) i la seua col·lecció Comba Malina (1969).
Al 1961, enviduà del seu primer marit. Al 1962, la nomenen agregada cultural de l'Ambaixada de Brasil a Madrid, i poc després es casa amb el diplomàtic Dário Moreira de Castro Alves, amb qui es muda a Moscou, en la llavors Unió Soviètica. Durant aquest període, escriu cròniques que formaren més tard el volum Café da Manhã, de 1969. Al 1964 torna a Brasil, per retornar a Europa novament dos anys més tard, i s'estableix a Itàlia. Diná mor el 27 de novembre de 1982 a Rio de Janeiro.

### Acadèmia Brasilera de Lletres
Diná fou la segona dona a ocupar una butaca en l'Acadèmia Brasilera de Lletres, reemplaçant Pontes de Miranda; hi fou rebuda el 7 d'abril de 1981, el mateix any de la publicació del seu últim treball, la novel·la Guida, caríssima Guida.

## Obres
Tot seguit hi ha la llista d'obres per any de publicació de la primera edició.
- 1939 - Floradas na Serra, novel·la
- 1941 - A Sereia Verde, contes
- 1949 - Margarida La Rocque, novel·la
- 1951 - As Aventuras do Homem Vegetal, infantil
- 1954 - A Muralha, novel·la
- 1956 - O Oitavo Dia, teatre
- 1957 - As noites do Morro do Encanto, contes
- 1960 - Era uma vez uma princesa, biografia
- 1960 - Eles herdarão a Terra, conte
- 1965 - Os invasores, novel·la
- 1966 - A princesa dos escravos, biografia
- 1968 - Verão dos infiéis, novel·la
- 1969 - Comba Malina, conte
- 1969 - Café da Manhã, cròniques
- 1974 - Eu venho, Memorial do Cristo I
- 1977 - Eu, Jesus, Memorial do Cristo II
- 1979 - Baía de Espuma, infantil
- 1981 - Guida, caríssima Guida, novel·la

### En coautoria
- 1960 - Antologia Brasileira de Ficção-científica, conte
- 1961 - Histórias do Acontecerá, conte
- 1962 - O mistério dos MMM, novel·la
- 1962 - Quadrante 1, cròniques
- 1963 - Quadrante 2, cròniques